# Foz do Cobrão

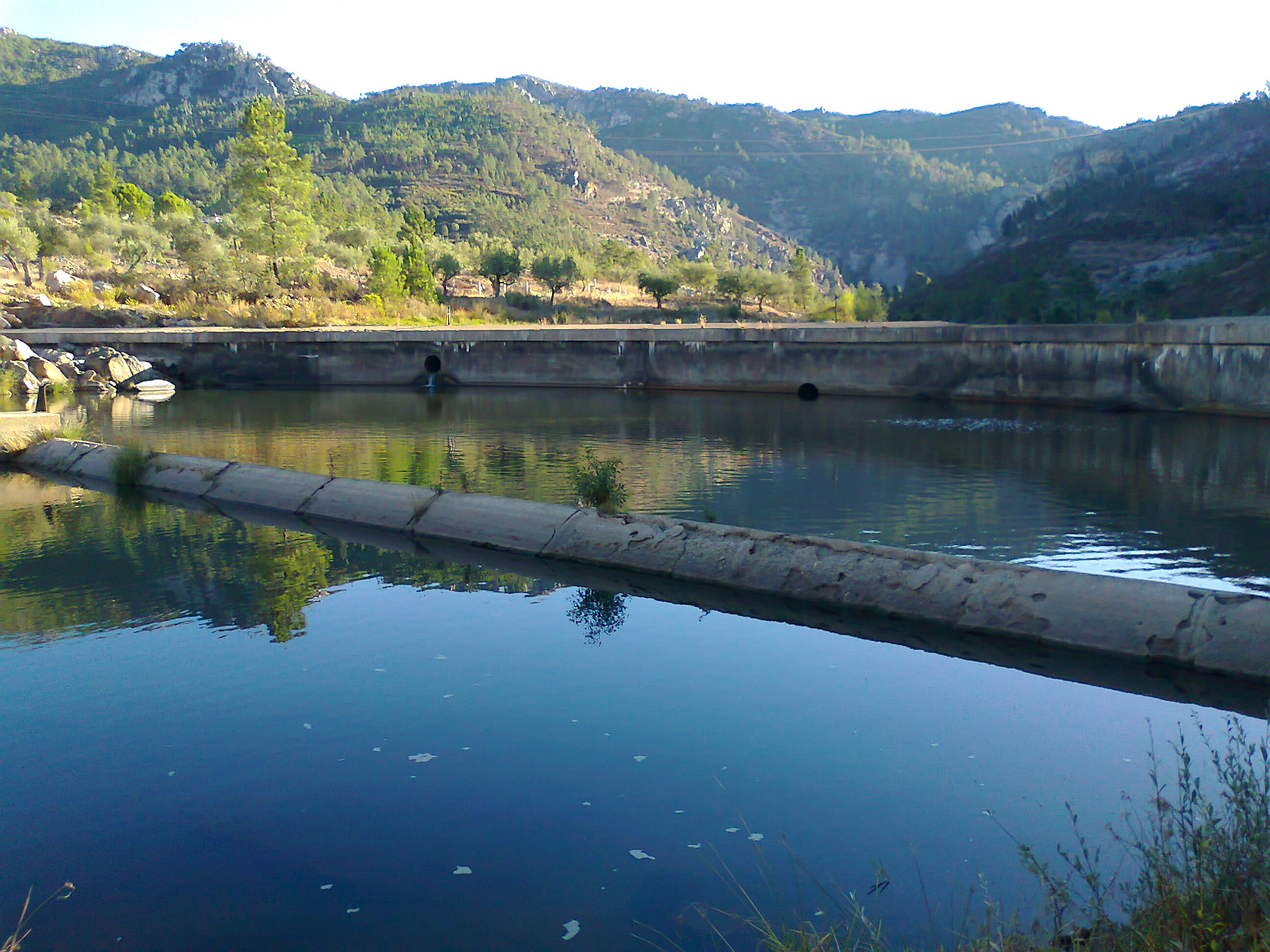
Foz do Cobrão - Represa no Rio Ocreza

Foz do Cobrão é uma aldeia da freguesia e do município de Vila Velha de Ródão, no distrito de Castelo Branco.
Fica situada no sopé da encosta oeste da Serra das Talhadas, na margem esquerda do Rio Ocreza, no extremo noroeste do município que faz fronteira com o município de Proença-a-Nova.
Foi uma das aldeias que compunham a Rede das Aldeias de Xisto, sendo que actualmente já não faz parte da mesma, situando-se também nas suas proximidades as Portas de Almourão, geossítio do Geoparque Naturtejo da Meseta Meridional.